# Fluwelen gitje
Het fluwelen gitje (Cheilosia velutina) is een vliegensoort uit de familie van de zweefvliegen (Syrphidae). De wetenschappelijke naam van de soort is voor het eerst geldig gepubliceerd in 1840 door Loew.